# Джылгын
Джылгын (кирг. Жылгын) — село в Аксыйском районе Джалал-Абадской области Кыргызстана. Входит в состав Кызыл-Тууского айылного аймака.

## География
Село расположено в центральной части области, на берегах реки Коджо-Ата (правый приток реки Кара-Суу), на расстоянии приблизительно 28 километров (по прямой) к северо-востоку от города Кербен, административного центра района.

## Население
Согласно оценочным данным Национального статистического комитета Кыргызской Республики, численность населения села на начало 2023 года составляла 1241 человек.
| год     | 2009 | 2014 | 2015 | 2020 | 2021 | 2023 |
| ------- | ---- | ---- | ---- | ---- | ---- | ---- |
| человек | 1029 | 1225 | 1273 | 1439 | 1456 | 1241 |